# Список железнодорожников — Героев Социалистического Труда

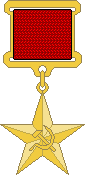
Медаль «Серп и Молот» — вручалась Героям Социалистического Труда

В настоящем списке представлены в алфавитном порядке железнодорожники, удостоенные почётного звания Герой Социалистического Труда.
Список содержит информацию о годах жизни, роде деятельности железнодорожника и годе присвоения почётного звания.
В списке представлены все железнодорожники, награждённые в период с 1941 по 1984 годы. Данные о присвоении званий Героя Социалистического Труда за периоды с 1938 по 1940 и с 1985 по 1991 годы являются неполным и требуют уточнения.

## Дважды Герои Социалистического Труда
| № | Фамилия, Имя Отчество     | Годы жизни              | Деятельность                                     | Год награждения |
| - | ------------------------- | ----------------------- | ------------------------------------------------ | --------------- |
| 1 | Соколов, Виктор Фаддеевич | 08.08.1928 — 15.08.2010 | Машинист Локомотивного депо Москва-Сортировочная | 1976 1980       |

## Герои Социалистического Труда
| №   | Фамилия, Имя Отчество               | Годы жизни               | Деятельность | Год награждения |
| --- | ----------------------------------- | ------------------------ | --- | --------------- |
| 1   | Абакумов, Дмитрий Филиппович        | 1915 — ????              | Машинист паровозного депо станции Боготол Красноярской железной дороги (Красноярский край)                                                                                            | 1959            |
| 2   | Абишев, Уразбай                     | род. 10.06.1930          | Слесарь локомотивного депо станции Кзыл-Орда Западно-Казахстанской железной дороги | 1981            |
| 3   | Авдохин, Андрей Михайлович          | 15.10.1901 — 16.08.1988  | Командир мостового железнодорожного батальона, подполковник | 1943            |
| 4   | Аверков, Александр Михайлович       | 1924—2003                | Старший машинист тепловоза локомотивного депо «Смоляниново» | 1966            |
| 5   | Авраменко, Григорий Яковлевич       | род. 23.04.1909          | Начальник головного ремонтно-восстановительного поезда | 1943            |
| 6   | Агаев, Фирудин Гули оглы            | 19.02.1898 — 19.02.1958  | Паровозный машинист Бакинского депо Закавказской железной дороги | 1943            |
| 7   | Агапов, Николай Андреевич           | 26.11.1911 — 03.03.1985  | Минёр восстановительного железнодорожного батальона, красноармеец | 1943            |
| 8   | Азаренков, Семён Сергеевич          | род. 19.02.1920          | Машинист тепловоза локомотивного депо Шилка Забайкальской железной дороги (Читинская область)                                                                                         | 1966            |
| 9   | Акимов, Алексей Васильевич          | 1912—2003                | Мастер локомотивного депо Боготол Восточно-Сибирской железной дороги | 1976            |
| 10  | Акимов, Пётр Иванович               | 28.01.1916—20.07.2000    | Машинист электровоза локомотивного депо станции Рузаевка | 1965            |
| 11  | Аладьин, Иван Маркиянович           | 1905—1974                | Машинист паровозного депо Глубокая Юго-Восточной железной дороги, Липецкая область | 1959            |
| 12  | Александрова, Антонина Николаевна   | 20.03.1920 — 19.07.1949  | Старшая стрелочница военно-эксплуатационного отделения Калининской железной дороги | 1943            |
| 13  | Алексеев, Пётр Дмитриевич           | род. 1926                | Старший дорожный мастер Кувандыкской дистанции пути | 1966            |
| 14  | Алиев, Газанфар Керим оглы          | 26.05.1927 — 17.07.1984  | Машинист локомотивного депо Кировабад Азербайджанской железной дороги | 1980            |
| 15  | Алыпов, Алексей Иванович            | 1902 — 02.09.1942        | Начальник головного восстановительного отдела Управления военно-восстановительных работ фронта                                                                                        | 1943            |
| 16  | Аминов, Махмут Шаймарданович        | 07.11.1925 — 27.01.1984  | Пропарщик цистерн вагонного депо Бензин Уфимской железной дороги, Башкирская АССР | 1959            |
| 17  | Андреев, Андрей Григорьевич         | род. 1927                | Начальник Белорусской железной дороги | 1986            |
| 18  | Андреев, Борис Михайлович           | 27.11.1917 — 24.02. 1989 | Машинист локомотивного депо Краснодар Северо-Кавказской железной дороги, Краснодарский край                                                                                           | 1959            |
| 19  | Андреев, Евгений Васильевич         | 29.12.1936 — 27.03.2011  | Машинист локомотивного депо станции Казатин-1 Юго-Западной железной дороги | 1986            |
| 20  | Андреянченко, Иван Сергеевич        | 09.10.1926 — 30.07.1995  | Дежурный по горке станции Батайск Северо-Кавказской железной дороги, Ростовская область                                                                                               | 1959            |
| 21  | Анников, Михаил Евдокимович         | 23.08.1923 — 30.06.1992  | Красноармеец восстановительного железнодорожного батальона | 1943            |
| 22  | Антипин, Георгий Васильевич         | 20.04.1911 — 21.04.1993  | Машинист паровозного депо Красноярск Красноярской железной дороги, Красноярский край                                                                                                  | 1959            |
| 23  | Антюхов, Александр Иванович         | род. 1915                | Машинист локомотивного депо Оренбург Оренбургской железной дороги, Оренбургская область                                                                                               | 1959            |
| 24  | Аппаев, Тленчи                      | род. 1928                | Слесарь локомотивного депо Джамбул | 1972            |
| 25  | Артемьев, Андрей Лаврентьевич       | 13.09.1915 — 26.07.1993  | Дорожный мастер Петровско-Заводской дистанции пути Забайкальской железной дороги, Читинская область                                                                                   | 1959            |
| 26  | Арутюнов, Баграт Николаевич         | 31.10.1889 — 24.01.1953  | Заместитель Народного комиссара путей сообщения | 1943            |
| 27  | Асаинов, Жабаркан                   | ??.11.1919 — 03.03.1963  | Красноармеец Краснознамённого восстановительного железнодорожного батальона № 81 | 1943            |
| 28  | Атаманов, Николай Николаевич        | 1907—1973                | Паровозный машинист депо Сталинград Сталинградской железной дороги | 1943            |
| 29  | Аулов, Григорий Максимович          | 12.03.1930 — 12.12.2016  | Сталевар Люблинского литейно-механического завода | 1966            |
| 30  | Ахмадеев, Галей Авхадеевич          | 1908—1974                | Машинист локомотивного депо Боровое Казахской железной дороги, Казахская ССР | 1959            |
| 31  | Аширмурадов, Мамед                  | род. 1923                | Машинист локомотивного депо Ашхабад Ашхабадской железной дороги, Туркменская ССР | 1959            |
| 32  | Бабаев, Беркали                     | 1916 — 1981              | Бригадир Красноводской дистанции пути | 1974            |
| 33  | Бабин, Василий Егорович             | род. 1925                | Машинист-инструктор локомотивного депо Ожерелье | 1966            |
| 34  | Байжанов, Сырлыбек                  | 1912 — ????              | Начальник Арысского отделения Казахской железной дороги, Казахская ССР | 1959            |
| 35  | Бакарев, Пётр Иванович              | 14.09.1907 — 11.11.1970  | Командир железнодорожной бригады, полковник | 1943            |
| 36  | Балаев, Гамбар Байрамович           | род. 1928                | Бригадир котельщиков Бакинского вагоноремонтного завода | 1974            |
| 37  | Балгимбеков, Абдуали                | род. 1932                | Составитель поездов станции Арысь | 1985            |
| 38  | Балуев, Михаил Трофимович           | род. 1929                | Машинист локомотивного депо Пермь-2 | 1966            |
| 39  | Баранов, Николай Ефимович           | 17.07.1927 — 14.11.2009  | Машинист электровоза локомотивного депо Тула Московской железной дороги | 1966            |
| 40  | Баренбойм, Исаак Юлисович           | 21.10.1910 — 27.08.1984  | Начальник мостопоезда № 2 | 1943            |
| 41  | Батищев, Борис Михайлович           | род. 1927                | Машинист паровозного депо Грязи Юго-Восточной железной дороги, Липецкая область | 1959            |
| 42  | Безвесильный, Василий Владимирович  | 10.12.1901 — ??.??.1987  | Командир железнодорожной бригады, полковник | 1943            |
| 43  | Безуглов, Василий Тихонович         | ??.??.1908 — 17.12.1972  | Начальнику Крымской дистанции пути Северо-Кавказской железной дороги | 1943            |
| 44  | Белов, Алексей Михайлович           |                          | Машинист-инструктор электродепо «Измайлово» метрополитена им. В. И. Ленина |                 |
| 45  | Белосков, Иван Дементьевич          |                          | Мастер контрольного пункта автотормозов вагонного депо Белогорск Амурской железной дороги, Амурская область                                                                           | 1959            |
| 46  | Бельченко, Евгения Ивановна         | род. 1928                | Поездной диспетчер станции Даугавпилс Прибалтийской железной дороги | 1966            |
| 47  | Берзиня, Рита Матвеевна             |                          | Машинист крана Рижской механизированной дистанции погрузочно-разгрузочных работ Прибалтийской железной дороги                                                                         | 1981            |
| 48  | Бешта, Василий Порфирьевич          |                          | Составитель поездов станции Ковель Львовской железной дороги, Волынская область | 1959            |
| 49  | Бещев, Борис Павлович               | 15.07.1903 — 27.05.1981  | Министр путей сообщения СССР | 1959            |
| 50  | Бизюков, Иван Егорович              | 22.08.1919 — ??.??.1998  | Командир отделения минно-подрывного взвода восстановительного батальона, сержант | 1943            |
| 51  | Битиева, Ева Николаевна             |                          | Строгальщица вагоноремонтного завода имени С. М. Кирова | 1960            |
| 52  | Блаженов, Виктор Григорьевич        | 04.09.1916 — 28.08.1989  | Старшем машинист локомотивного депо Москва-Сортировочная Московско-Рязанской железной дороги, г. Москва                                                                               | 1959            |
| 53  | Блинов, Иван Петрович               | 24.06.1904 — 08.07.1981  | Машинист депо Курган Южно-Уральской железной дороги | 1943            |
| 54  | Богверадзе, Григорий Александрович  |                          | Старший машинист электровозного депо Тбилиси Закавказской железной дороги, Грузинская ССР                                                                                             | 1959            |
| 55  | Богданович, Григорий Иосифович      | 27.08.1914 — 19.01.2003  | Начальник Львовской железной дороги, Львовская область | 1971            |
| 56  | Бондарев, Даниил Иванович           |                          | Составитель поездов станции Баку- Грузовая Закавказской железной дороги | 1971            |
| 57  | Бондарь, Александр Иванович         |                          | Осмотрщик-ремонтник вагонного депо Комсомольск-на-Амуре Дальневосточной железной дороги                                                                                               | 1981            |
| 58  | Болонин, Василий Иванович           | 1901—1964                | Паровозный машинист депо Вологда Северной железной дороги | 1943            |
| 59  | Бондаренко, Михаил Леонтьевич       | 18.11.1897 — 13.01.1959  | Начальник железнодорожного строительства № 10 | 1943            |
| 60  | Борисов, Николай Владимирович       | 20.12.1897 — 22.02.1989  | Начальник Управления военно-восстановительных работ фронта, гвардии генерал-майор технических войск                                                                                   | 1943            |
| 61  | Борушко, Геннадий Григорьевич       | род. 1927                | Осмотрщик вагонного депо города Барнаула | 1966            |
| 62  | Братчин, Иван Петрович              |                          | Начальник станции Клепаров Львовской железной дороги, Львовская область | 1959            |
| 63  | Брыкалов, Никодим Васильевич        |                          | Начальник Ясиноватского отделения Донецкой железной дороги, Сталинская область | 1959            |
| 64  | Бубнов, Сергей Васильевич           | 1903—1970                | Машинист паровозного депо Нижний Тагил Свердловской железной дороги, Свердловская область                                                                                             | 1959            |
| 65  | Бубчиков, Иван Иосифович            | 30.01.1885 — 16.04.1947  | Начальник укладочного поезда строительства № 2 | 1943            |
| 66  | Буднев, Николай Макарович           | 02.03.1931 — 11.03.1991  | Дежурный по сортировочной горке станции Челябинск Южно-Уральской железной дороги, Челябинская область                                                                                 | 1959            |
| 67  | Буков, Иван Яковлевич               | род. 05.05.1925          | Машинист тепловозного депо Верхний Баскунчак Приволжской железной дороги, Астраханская область                                                                                        | 1959            |
| 68  | Буняев, Юрий Михайлович             | 02.12.1926 — ??.??.2011  | Машинист паровозного депо Белгород Южной железной дороги, Белгородская область | 1958            |
| 69  | Бурмистров, Сергей Фролович         | 25.08.1909 — 02.03.1997  | Начальник станции Мурманск Кировской железной дороги, Мурманская область | 1959            |
| 70  | Бутусов, Василий Васильевич         |                          | Старший машинист паровозного депо Рига Латвийской железной дороги, Латвийская ССР | 1959            |
| 71  | Бучинский, Владимир Степанович      |                          | Сменный вагонный мастер депо станции Клепаров Львовской железной дороги, Украинская ССР                                                                                               |                 |
| 72  | Быцин, Дмитрий Максимович           |                          | Старший электромеханик станции Октябрьск Куйбышевской железной дороги | 1974            |
| 73  | Ваксер, Николай Алексеевич          |                          | Газосварщик Астраханского тепловозоремонтного завода, Астраханская область | 1959            |
| 74  | Валяев, Борис Дмитриевич            | 1915 — ????              | Старший машинист локомотивного депо Вологда Северной железной дороги | 1959            |
| 75  | Варуша, Михаил Епифанович           |                          | Старший машинист паровозного депо Волноваха Донецкой железной дороги, Сталинская область                                                                                              | 1959            |
| 77  | Васильев, Александр Антонович       | ??.??.1888 — 06.03.1943  | Начальник мостопоезда № 29 | 1943            |
| 78  | Васильев, Александр Михайлович      | ??.02.1891 — 02.01.1952  | Начальник Московско-Окружной железной дороги | 1943            |
| 79  | Васильев, Гавриил Тимофеевич        | 24.02.1928 — 30.12.1997  | Бригадир пути Дальневосточной железной дороги |                 |
| 80  | Васильев, Иван Андреевич            | 1908 — 1982              | Старший машинист паровозного депо Бологое Октябрьской железной дороги, Калининская область                                                                                            | 1959            |
| 81  | Вейцман, Самуил Гдальевич           | 22.10.1917 — 21.07.1996  | Командир мостового железнодорожного батальона, инженер-майор | 1943            |
| 82  | Векшин, Константин Дмитриевич       | 03.03.1915—20.06.1971    | Машинист локомотивного депо Нижнеднепровск-Узел Сталинской железной дороги, Днепропетровская область                                                                                  | 1959            |
| 83  | Верховодько, Владимир Михайлович    | 22.06.1918 — 08.02.1999  | Мастер вагонного депо Москва-Смоленская Калининской железной дороги, г. Москва | 1959            |
| 84  | Виноградов, Василий Иванович        | 1899—1982                | Паровозный машинист депо Москва-Пассажирская Октябрьской железной дороги | 1943            |
| 85  | Виноградов, Геннадий Валентинович   | 16.04.1918 — 08.04.1998  | Начальник Казахской железной дороги, Алма-Атинская область | 1971            |
| 86  | Вишневский, Анатолий Николаевич     | 15.03.1915 — 04.03.1968  | Старший машинист локомотивного депо Пенза Куйбышевской железной дороги, Пензенская область                                                                                            | 1959            |
| 87  | Водважко, Николай Петрович          | 1904—1972                | Диспетчер Дебальцевского отделения Северо-Донецкой железной дороги | 1943            |
| 88  | Воликов, Василий Гаврилович         | род. 15.07.1938          | | 1984            |
| 89  | Воробьёв, Аркадий Иванович          | 11.01.1918 — 16.02.1993  | Старший осмотрщик вагонов депо Горький-Сортировочный Горьковской железной дороги | 1971            |
| 90  | Воронин, Иван Яковлевич             |                          | Мастер паровозного депо Пологи Сталинской железной дороги, Запорожская область | 1959            |
| 91  | Вырин, Василий Филиппович           | 1913—1990                | Машинист локомотивного депо Юдино | 1966            |
| 92  | Гаврюшин, Иван Фролович             | 21.12.1925 — 03.12.1981  | Начальник дистанции контактной сети станции Сулея Южно-Уральской железной дороги, Челябинская область                                                                                 | 1966            |
| 93  | Гаевой, Тимофей Владимирович        | 21.02.1909 — 05.01.1979  | Начальник Полтавского паровозоремонтного завода, Полтавская область | 1959            |
| 94  | Галкин, Иван Иванович               | 09.04.1905 — 14.04.1961  | Машинист локомотивного депо Саратов-2 Приволжской железной дороги, Саратовская область                                                                                                | 1959            |
| 95  | Ганин, Яков Митрофанович            | 1885—1957                | Начальник вагонной службы Московско-Окружной железной дороги | 1943            |
| 96  | Гаркавенко, Иван Петрович           | 27.01.1918 — 29.11.2008  | Командир отделения восстановительного железнодорожного батальона, старшина | 1943            |
| 97  | Гарцуев, Павел Николаевич           | 04.01.1905 — 23.12.1969  | Начальник Кировской железной дороги | 1943            |
| 98  | Геворкян, Саркис Паруйрович         |                          | Старший электромеханик Ленинаканской дистанции сигнализации и связи Закавказской железной дороги                                                                                      | 1966            |
| 99  | Геладзе, Николай Васильевич         | 15.08.1900 — 14.03.1973  | Машинист-инструктор Тбилисского депо | 1943            |
| 100 | Гергин, Феликс Анатольевич          | род. 11.09.1926          | Машинист паровозного депо Егоршино Свердловской железной дороги, Свердловская область                                                                                                 | 1959            |
| 101 | Гладилов, Владимир Павлович         |                          | Токарь вагонного депо Томск Западно-Сибирской железной дороги | 1971            |
| 102 | Глазков, Владимир Михайлович        | 1927 — 29.04.1969        | Машинист паровозного депо Основа Южной железной дороги, Харьковская область | 1959            |
| 103 | Глебов, Афанасий Васильевич         | 16.01.1902 — 1997        | Поездной вагонный мастер колонны особого резерва № 7 | 1943            |
| 104 | Глушко, Владимир Петрович           |                          | Начальник Челябинского вагонного депо Южно-Уральской железной дороги, Челябинская область                                                                                             | 1959            |
| 105 | Гнетнев, Владимир Семёнович         | 1924—1992                | Составитель поездов станции Хабаровск-2 | 1974            |
| 106 | Голов, Владимир Степанович          | 1927—2003                | Старший осмотрщик вагонного депо Кинель, Куйбышевская область | 1971            |
| 107 | Голохвастова, Ольга Ивановна        | род. 1923                | Поездной диспетчер Мурманского отделения Октябрьской железной дороги, гор. Кандалакша Мурманской области                                                                              | 1971            |
| 108 | Голуб, Иван Андреевич               | 19.03.1914 — 26.03.1986  | Начальнику машинно-путевой станции Сталинградской железной дороги | 1943            |
| 109 | Голубицкий, Сергей Иосифович        | 1906—1976                | Паровозный машинист паровозной колонны № 25 Юго-Западной железной дороги | 1943            |
| 110 | Гончар Г. К.                        |                          | |                 |
| 111 | Горбачёв, Михаил Ефимович           | 1921—2003                | Машинист локомотивного депо станции Белогорск Забайкальской железной дороги, Амурская область                                                                                         | 1971            |
| 112 | Горохов, Ефим Степанович            | 11.01.1888 — 17.02.1949  | Инженер поезда № 2 по ремонту и восстановлению водокачек и водопроводных труб Управления военно-восстановительных работ № 6 Волховского фронта, Ленинградская область                 | 1943            |
| 113 | Горохов, Михаил Фёдорович           | 21.11.1917 — 06.06.1980  | Машинист паровозного депо Брянск-2 Московско-Киевской железной дороги, Брянская область                                                                                               | 1959            |
| 114 | Горчак О. Д.                        |                          | |                 |
| 115 | Гострый, Александр Васильевич       | 21.11.1912 — 08.04.1992  | Паровозный машинист депо Джанкой Сталинской железной дороги | 1943            |
| 116 | Грибанов, Василий Фёдорович         |                          | Мастер Перовского завода по ремонту электроподвижного состава, Московская область | 1959            |
| 117 | Грицаенко, Николай Феофанович       | 14.12.1920 — 1990        | Старший сержант восстановительного железнодорожного батальона | 1943            |
| 118 | Губенко, Николай Дмитриевич         |                          | Донецкая область |                 |
| 119 | Гундобин, Николай Алексеевич        | 01.12.1904 — 03.07.1980  | Первый заместитель министра путей сообщения | 1959            |
| 120 | Гурьев, Николай Дмитриевич          |                          | Составитель поездов станции Кусково Московско-Курско-Донбасской железной дороги, Московская область                                                                                   | 1959            |
| 121 | Даниленко, Константин Иванович      | 06.11.1910 — 24.06.1957  | Начальник паровозной колонны НКПС № 10 | 1943            |
| 122 | Данилов, Валентин Иванович          | 1911—1987                | Мастер автоконтрольного пункта вагонного депо Свердловск-сортировочный | 1966            |
| 123 | Дегтярёв, Василий Павлович          | 14.01.1918 — 20.11.1985  | Старший осмотрщик вагонов вагонного депо Иркутск-Сортировочный | 1974            |
| 124 | Дегтярёв, Михаил Николаевич         | 15.08.1915 — 08.12.1978  | Командир взвода восстановительного железнодорожного батальона, старший сержант | 1943            |
| 125 | Делов, Алий Харунович               | 15.05.1915 — 16.10.1990  | Паровозный машинист депо Армавир Северо-Кавказской железной дороги | 1943            |
| 126 | Деменков, Виктор Андреевич          | род. 07.06.1927          | Машинист-инструктор локомотивного депо Могилёв | 1971            |
| 127 | Демидов, Герман Александрович       | 1927—1979                | Машинист локомотивного депо Петропавловск Омской железной дороги, Северо-Казахстанская область                                                                                        | 1959            |
| 128 | Денисов, Константин Петрович        |                          | Начальник станции Москва-Пассажирская Смоленская Московской железной дороги | 1981            |
| 129 | Джарбулов, Мухамеди                 |                          | Путевой обходчик Айна-Булакской дистанции пути Казахской железной дороги, Казахская ССР                                                                                               | 1959            |
| 130 | Дзюба, Сергей Платонович            |                          | Бригадир Хутор-Михайловской дистанции пути, Сумская область | 1971            |
| 131 | Диденко, Владимир Петрович          | 15.04.1925 — 26.01.2002  | Поездной диспетчер Криворожского отделения Сталинской железной дороги, Днепропетровская область                                                                                       | 1959            |
| 132 | Дмитриенко, Иван Сергеевич          |                          | Машинист локомотивного депо Кавказская Северо-Кавказской железной дороги, Краснодарский край                                                                                          | 1959            |
| 133 | Докукин, Валентин Петрович          | 1927—1990                | Машинист-инструктор локомотивного депо Барнаул, Алтайский край | 1971            |
| 134 | Донецков, Степан Иванович           | 1928—1986                | Дорожный мастер Арчединской дистанции пути, Волгоградская область | 1966            |
| 135 | Доронин, Александр Фёдорович        | 04.08.1926 — ?           | Старший машинист паровозного депо Сосногорск Печорской железной дороги, Коми АССР | 1959            |
| 136 | Драгавцев, Александр Михайлович     | 1914—1976                | Главный конструктор проекта Проектно-конструкторского бюро по проектированию путевых комбайнов Всесоюзного научно-исследовательского института железнодорожного транспорта, г. Москва | 1959            |
| 137 | Дрофа, Василий Григорьевич          | 1916 — 31.05.1974        | Составитель поездов станции Новокузнецк-Сортировочный Томской железной дороги, Кемеровская область                                                                                    | 1959            |
| 138 | Дружинин, Фёдор Васильевич          | род. 26.02.1930          | Составитель поездов станции Карымское Забайкальской железной дороги, Читинская область                                                                                                | 1981            |
| 139 | Дубина, Василий Яковлевич           | 01.01.1909 — 26.06.1991  | Паровозный машинист депо Дебальцево Северо-Донецкой железной дороги | 1943            |
| 140 | Дубровин, Виктор Михайлович         |                          | Машинист паровозного депо Облучье Амурской железной дороги, Хабаровский край | 1959            |
| 141 | Дугин, Алексей Семёнович            | 24.09.1904 — 12.11.1966  | Командир железнодорожной бригады, полковник | 1943            |
| 142 | Дудин, Иван Никанорович             | 1909 — 31.12.1985        | Путевой обходчик Курской дистанции пути Московско-Курско-Донбасской железной дороги, Курская область                                                                                  | 1959            |
| 143 | Дудкин, Степан Павлович             |                          | Бригадир вагонного депо Топки Томской железной дороги, Кемеровская область | 1959            |
| 144 | Думбра, Героним Иванович            | род. 1928                | Машинист тепловоза локомотивного депо Даугавпилс | 1974            |
| 145 | Евсеев, Иван Георгиевич             | 1916—1990                | Инженер Скуратовской дистанции сигнализации и связи Московско-Курской железной дороги                                                                                                 | 1943            |
| 146 | Егоров, Вячеслав Петрович           | 27.01.1908 — 16.10.1986  | Начальник Свердловской железной дороги, Свердловская область | 1959            |
| 147 | Егоров, Иван Филиппович             | 10.09.1911 — 09.08.1979  | Машинист паровозного депо Кемь Кировской железной дороги, Карельская АССР | 1959            |
| 148 | Елисеев, Василий Михайлович         | 22.03.1915 — 26.08.1977  | Паровозный машинист депо Ленинград-Финляндский паровозной колонны НКПС № 48 | 1943            |
| 149 | Елисеев, Евгений Николаевич         |                          | Машинист Ленинградского метрополитена | 1966            |
| 150 | Енин, Пётр Семёнович                | 16.07.1926 — 18.08.2003  | Поездной диспетчер Новосибирского отделения Томской железной дороги, Новосибирская область                                                                                            | 1959            |
| 151 | Епанчин, Николай Яковлевич          | 21.06.1909 — 07.05.1993  | Главный кондуктор колонны паровозов особого резерва № 12 | 1943            |
| 152 | Еремин, Владимир Харитонович        | род. 02.03.1929          | Дорожный мастер Московско-Ярославской дистанции пути Московской железной дороги | 1966            |
| 153 | Ермаков, Пётр Александрович         | 05.11.1914 — 19.03.1969  | Поездной вагонный мастер колонны особого резерва № 7 | 1943            |
| 154 | Ермакова, Екатерина Максимовна      | 08.10.1923 — 13.02.2013  | Старший весовщик станции Москва-Товарная Курская Московской железной дороги | 1971            |
| 155 | Ерыкалова, Юлия Николаевна          | род. 25.06.1919          | Врач-терапевт узловой больницы станции Нижнеудинск Восточно-Сибирской железной дороги, Иркутская область                                                                              | 1982            |
| 156 | Ефимов, Иван Иванович               | 25.09.1888 — 25.09.1964  | Паровозный машинист депо Горбачёво Московско-Курской железной дороги | 1943            |
| 157 | Ефимов, Иван Иванович               | 03.07.1919 — н/д         | Главный кондуктор колонны паровозов особого резерва № 46 | 1943            |
| 158 | Жанабергенов, Мулдаш                | род. 1914                | Бригадир Кандагачской дистанции пути Казахской железной дороги, Актюбинская область                                                                                                   | 1971            |
| 159 | Жаркова, Анна Петровна              | 12.08.1918 — 23.09.1994  | Дежурная по станции Африканда Кировской железной дороги, Мурманская область | 1943            |
| 160 | Жёлудев, Владимир Николаевич        | 10.11.1903 — 16.10.1972  | Начальник Лискинского отделения движения Юго-Восточной железной дороги | 1943            |
| 161 | Жижилашвили, Шалва Николаевич       | 20.02.1913 — 28.12.1992  | Командир восстановительного железнодорожного батальона, майор | 1943            |
| 162 | Жук, Михаил Трофимович              | 02.11.1907 — 04.05.1985  | Начальник локомотивного депо Славянск | 1966            |
| 163 | Жуков, Василий Фёдорович            | 19.11.1913 — 05.03.2001  | Ефрейтор восстановительного железнодорожного батальона | 1943            |
| 164 | Жуков, Николай Яковлевич            | 16.09.1926 — 08.06.2006  | Составитель поездов станции Московка Омской железной дороги, Омская область | 1959            |
| 165 | Журин, Иван Иванович                | 28.03.1915 — 17.10.2002  | Составитель поездов станции Юдино Казанской железной дороги, Татарская АССР | 1959            |
| 166 | Журов, Виталий Николаевич           | 08.05.1920 — 05.07.2010  | Начальник механизированного участка Витебской дистанции пути Белорусской железной дороги                                                                                              | 1966            |
| 167 | Завьялов, Григорий Григорьевич      | 1915—1999                | Машинист паровозного депо Верещагино Свердловской железной дороги, Пермская область                                                                                                   | 1959            |
| 168 | Загидулин, Зинатула                 |                          | Путевой обходчик Барнаульской дистанции пути Томской железной дороги, Алтайский край                                                                                                  | 1959            |
| 169 | Задорожный, Иван Акимович           |                          | Начальник Казахской железной дороги, Казахская ССР | 1959            |
| 170 | Закорко, Николай Тихонович          | 19.12.1903 — ??.??.1978  | Начальник Сталинской железной дороги | 1943            |
| 171 | Захаров, Иван Андреевич             |                          | Слесарь Нижнеднепровского вагоноремонтного завода, Днепропетровская область | 1959            |
| 172 | Зацепин Пётр Фёдорович              |                          | Машинист крана строительно-монтажного поезда № 223 станции Лянгасово Горьковской железной дороги, Кировская область                                                                   | 1965            |
| 173 | Звездин, Александр Григорьевич      | 19.11.1903 — 22.12.1997  | Сталевар мартеновских печей литейно-механического завода имени Л. М. Кагановича | 1943            |
| 174 | Зелёный, Павел Петрович             |                          | Старший машинист паровозного депо Коростень Юго-Западной железной дороги, Житомирская область                                                                                         | 1959            |
| 175 | Змеу, Павел Георгиевич              | 16.01.1913 — 26.01.1987  | Слесарь локомотивного депо Бендеры Молдавской железной дороги | 1971            |
| 176 | Золинов, Владимир Григорьевич       | 28.07.1925 — 24.03.1995  | Машинист паровозного депо Ульяновск Уфимской железной дороги, Ульяновская область | 1959            |
| 177 | Золотайко, Ефим Петрович            |                          | Главный кондуктор Иловайского кондукторского резерва Донецкой железной дороги, Сталинская область                                                                                     | 1959            |
| 178 | Золотарёв, Константин Яковлевич     |                          | Старший машинист паровозного депо Узловая Московско-Курско-Донбасской железной дороги, Тульская область                                                                               | 1959            |
| 179 | Зубков, Иван Георгиевич             | 26.07.1904 — 28.06.1944  | Начальник Управления военно-восстановительных работ фронта | 1943            |
| 180 | Зуев, Виктор Николаевич             |                          | Машинист тепловоза локомотивного депо Муром Горьковской железной дороги, Владимирская область                                                                                         | 1981            |
| 181 | Иванов, Анатолий Васильевич         | 10.06.1916 — 31.10.1983  | Машинист-инструктор локомотивного депо Минеральные Воды Орджоникидзевской железной дороги, Ставропольский край                                                                        | 1959            |
| 182 | Иванов, Иван Андреевич              | 1904—1987                | Директор Всесоюзного научно-исследовательского института железнодорожного транспорта                                                                                                  | 1959            |
| 183 | Илуридзе, Константин Михайлович     | 10.05.1910 — 1989        | Кузнец Тбилисского паровозо-вагоноремонтного завода им. И. В. Сталина Закавказской железной дороги, Грузинская ССР                                                                    | 1959            |
| 184 | Кабанов, Павел Алексеевич           | 11.07.1897 — 27.02.1987  | Начальник военно-восстановительных работ фронта, генерал-майор технических войск | 1943            |
| 185 | Каганович, Лазарь Моисеевич         | 10.11.1893 — 25.07.1991  | Народный комиссар путей сообщения СССР | 1943            |
| 186 | Кадыров, Абдушукур                  |                          | Токарь Ташкентского паровозо-вагоноремонтного завода, Узбекская ССР | 1959            |
| 187 | Кадыров, Азиз Мавлянович            | 12.10.1913 — 30.11.1995  | Начальник Ташкентской железной дороги, Узбекская ССР | 1959            |
| 188 | Казаков, Василий Сергеевич          |                          | Машинист электровоза локомотивного депо Мукачево, Закарпатская область | 1971            |
| 189 | Казанцев, Максим Афанасьевич        | 13.08.1901 — 11.07.1948  | Путевой обходчик Свердловской дистанции пути Свердловской железной дороги | 1943            |
| 190 | Кайк, Рупперт Рудольфович           | 28.12.1926 — 14.01.2013  | Машинист локомотивного депо Таллин Прибалтийской железной дороги | 1965            |
| 191 | Калужин, Григорий Владимирович      |                          | Старший машинист паровозного депо Дебальцево-Сортировочное Донецкой железной дороги, Сталинская область                                                                               | 1959            |
| 192 | Камитов Зейнегали                   |                          | Составитель поездов станции Караганда-Сортировочная | 1971            |
| 193 | Камирный, Василий Игнатьевич        | 09.09.1923 — 18.11.2004  | Старший машинист паровозного депо Гребёнка Южной железной дороги, Полтавская область                                                                                                  | 1959            |
| 194 | Кардаш, Михаил Георгиевич           | 04.03.1888 — 13.11.1951  | Главный кондуктор паровозной колонны № 48 Октябрьской железной дороги | 1943            |
| 195 | Карпеш, Борис Петрович              | 10.01.1927 — 24.03.1995  | Машинист локомотивного депо Курган Южно-Уральской железной дороги. Курганская область                                                                                                 | 1959            |
| 196 | Карпов, Леонид Анатольевич          | 26.01.1907 — 24.07.1989  | Начальник Московской железной дороги | 1966            |
| 197 | Карпова, Нина Андреевна             | род. 15.08.1937          | Дежурная по парку станции Инская Западно-Сибирской железной дороги | 1986            |
| 198 | Касьянов, Евгений Нилович           |                          | Составитель поездов станции Ленинград-Товарный-Витебский Октябрьской железной дороги                                                                                                  | 1981            |
| 199 | Кикнадзе, Григорий Семёнович        | 14.02.1897 — 24.03.1978  | Начальник Закавказской железной дороги | 1943            |
| 200 | Кимстач, Александр Карлович         | 03.09.1908 — 10.12.1982  | Начальник Северо-Кавказской железной дороги | 1966            |
| 201 | Киосев, Владимир Иванович           | 01.10.1919 — 16.11.2006  | Начальник службы пути, зданий и сооружений Кировской железной дороги, Карельская АССР                                                                                                 | 1959            |
| 202 | Кирнарский, Абрам Менделевич        | 19.11.1909 — ??.12.1965  | Командир Краснознамённого восстановительного железнодорожного батальона, майор | 1943            |
| 203 | Кихо, Илья Тарасович                |                          | Мастер паровозного депо Улан-Удэ Восточно-Сибирской железной дороги, Бурятская АССР                                                                                                   | 1959            |
| 204 | Кичин, Геннадий Андреевич           | 1926—1998                | Машинист тепловоза локомотивного депо Тюмень | 1971            |
| 205 | Клеванцов, Пётр Ильич               | 18.09.1911 — 03.08.1986  | Начальник Шадринской дистанции пути Южно-Уральской железной дороги, Курганская область                                                                                                | 1959            |
| 206 | Климов, Николай Григорьевич         |                          | Начальник паровозного депо Красноармейское Донецкой железной дороги, Сталинская область                                                                                               | 1959            |
| 207 | Ковалёв, Герман Васильевич          | 24.07.1894 — 10.08.1952  | Заместитель Народного комиссара путей сообщения | 1943            |
| 208 | Коваленко, Григорий Игнатович       | 17.02.1911 — 1969        | Начальник комплексной бригады Улан-Удэнского паровозоремонтного завода, Бурят-Монгольская АССР                                                                                        | 1943            |
| 209 | Ковальский, Павел Леонтьевич        | 24.09.1907 — 13.01.1998  | Командир отделения 11-го отдельного железнодорожного батальона 1-й гвардейской железнодорожной бригады, гвардии ефрейтор                                                              | 1943            |
| 211 | Кожин, Владимир Васильевич          | род. 1928                | Заместитель начальника Зиминской дистанции сигнализации и связи Восточно-Сибирской железной дороги, Иркутская область                                                                 | 1962            |
| 212 | Колобов, Николай Романович          | 1907—1999                | Начальник станции Рыбное Московско-Рязанской железной дороги | 1943            |
| 213 | Коломийцев К. Г.                    |                          | |                 |
| 214 | Колчев, Григорий Семёнович          | 1908—1977                | Начальник Новокузнецкого отделения Томской железной дороги, Кемеровская область | 1959            |
| 215 | Кондрёнков, Фёдор Герасимович       | 28.09.1901 — ??.11.1989  | Составитель поездов станции Рузаевка Куйбышевской железной дороги, Мордовская АССР | 1959            |
| 216 | Конкин, Алексей Степанович          |                          | Старший дорожный мастер Московской дистанции пути Московско-Рязанской железной дороги, г. Москва                                                                                      | 1959            |
| 217 | Коновалов, Алексей Васильевич       |                          | Начальник Люблинского литейно-механического завода, Московская область | 1959            |
| 218 | Коршунов, Павел Иванович            | 01.03.1907 — 07.04.1987  | Подполковник восстановительного железнодорожного батальона | 1943            |
| 219 | Коршунов, Михаил Леонтьевич         | род. 03.10.1921          | Маневровый диспетчер станции Ленинград-Сортировочный Московский Октябрьской железной дороги, г. Ленинград                                                                             | 1959            |
| 220 | Косарев, Николай Андреевич          | ??.??.1916 — 12.10.1971  | Поездной вагонный мастер военно-санитарного поезда № 342 | 1943            |
| 221 | Котенко, Алексей Николаевич         | 17.03.1916 — 19.07.1986  | Шофёр автоколонны Управления военно-восстановительных работ, красноармеец | 1943            |
| 222 | Котяш, Гавриил Иванович             | 07.04.1904 — 14.11.1999  | Начальник Белорусской железной дороги, Минская область | 1959            |
| 223 | Кохреидзе, Шалва Фёдорович          | 19.06.1901 — 01.01.1960  | Паровозный машинист депо Тбилиси Закавказской железной дороги | 1943            |
| 224 | Кочнева, Надежда Яковлевна          | 15.10.1927 — 01.12.2012  | Осмотрщик вагонного депо станции Курган Южно-Уральской железной дороги | 1981            |
| 225 | Кочубей Н. Ф.                       |                          | |                 |
| 226 | Кравцов, Василий Яковлевич          | 07.04.1911 — 28.12.2000  | Мастер паровозного депо Сватово Донецкой железной дороги, Луганская область | 1959            |
| 227 | Краснов, Кирилл Сергеевич           | 27.03.1903 — 08.06.1973  | Составитель поездов Северо-Донецкой железной дороги | 1943            |
| 228 | Краснянский, Михаил Лукич           |                          | Слесарь Конотопского паровозо-вагоноремонтного завода, Сумская область | 1959            |
| 229 | Крахмальный, Иван Семёнович         |                          | Машинист паровозного депо Киев-Пассажирский Юго-Западной железной дороги, Киевская область                                                                                            | 1959            |
| 230 | Креков, Фёдор Андреевич             | 12.09.1919 — 14.06.2007  | Машинист локомотивного депо Дёма Уфимской железной дороги, Башкирская АССР | 1959            |
| 231 | Кривенко, Никита Акимович           |                          | Начальник станции Нижнеднепровск-Узел Сталинской железной дороги, Днепропетровская область                                                                                            | 1959            |
| 232 | Кривенко, Яков Николаевич           | 04.11.1909 — 05.1992     | Начальник Донецкой железной дороги, Сталинская область | 1959            |
| 233 | Кривонос, Пётр Фёдорович            | 12.07.1910 — 19.10.1980  | Начальник Северо-Донецкой железной дороги | 1943            |
| 234 | Кривошапкин, Борис Васильевич       | 04.03.1928 — 26.08.1989  | Дорожный мастер станции Удима Котласской дистанции пути, Архангельская область | 1971            |
| 235 | Криковцев, Михаил Петрович          | 10.10.1927 — 12.10.1997  | Железнодорожник локомотивного депо станции им. Горького Приволжской железной дороги, Волгоградская область                                                                            | 1971            |
| 236 | Кротов, Иван Михайлович             | 20.08.1920 — 1998        | Дежурный по Надеждинскому отделению Свердловской железной дороги, Свердловская область                                                                                                | 1959            |
| 237 | Кузин, Михаил Васильевич            | 1910 — ????              | Машинист локомотивного депо Сталинград Приволжской железной дороги, Сталинградская область                                                                                            | 1959            |
| 238 | Кузминас, Владас Клеменсас          |                          | Слесарь вагонного депо Каунас Литовской железной дороги, Литовская ССР | 1959            |
| 239 | Кузнецов, Василий Дмитриевич        | 1913—1992                | Бригадир Пермской дистанции пути Свердловской железной дороги, Пермская область | 1959            |
| 240 | Кузнецов, Владимир Иванович         |                          | Токарь вагонного депо Ярославль-Главный Северной железной дороги, Ярославская область                                                                                                 | 1959            |
| 241 | Кулешов, Григорий Иванович          |                          | Машинист электровоза локомотивного депо Ожерелье Московской железной дороги | 1981            |
| 242 | Куликов, Сергей Сергеевич           |                          | Составитель поездов станции Красноярск Красноярской железной дороги, Красноярский край                                                                                                | 1959            |
| 243 | Култанов, Аблахат                   |                          | Дорожный мастер Алма-Атинской дистанции пути Казахской железной дороги, Казахская ССР                                                                                                 | 1959            |
| 244 | Куприянов, Александр Михайлович     | 28.04.1918 — 22.03.1980  | Составитель поездов станции Горький-Сортировочный Горьковской железной дороги, Горьковская область                                                                                    | 1959            |
| 245 | Куприянов, Максим Игнатьевич        | 06.08.1911 — 1988        | Машинист локомотивного депо Златоуст Южно-Уральской железной дороги, Челябинская область                                                                                              | 1959            |
| 246 | Кутафин, Семён Васильевич           | 15.11.1902 — ??.02.1987  | Начальник Южной железной дороги, Харьковская область | 1943            |
| 247 | Кутепов, Николай Петрович           | 19.11.1882 — ??.??.1951  | Паровозный машинист депо Харьков Южной железной дороги | 1943            |
| 248 | Кушнер, Михаил Иванович             | 21.11.1906 — 25.12.1986  | Паровозный машинист депо Осташков Калининской железной дороги | 1943            |
| 249 | Лагошин, Николай Иванович           | род. 10.12.1923          | Бригадир осмотрщиков вагонов депо Чернышевск-Забайкальский, Читинская область | 1971            |
| 250 | Латунов, Георгий Григорьевич        | 23.04.1903 — ??.??.1993  | Начальник станции Палассовка Рязано-Уральской железной дороги | 1943            |
| 251 | Лебедев, Ириней Васильевич          | род. 1927                | Бригадир бригадиру Вологодского паровозо-вагоноремонтного завода, Вологодская область                                                                                                 | 1959            |
| 252 | Лелеков, Юрий Сергеевич             | 19.04.1930 — 23.03.1988  | Мастер цеха локомотивного депо Московка Омской железной дороги, Омская область | 1959            |
| 253 | Лёскин, Антон Фёдорович             | ??.??.1899 — 11.07.1950  | Паровозный машинист депо Рузаевка Куйбышевской железной дороги, Мордовская АССР | 1943            |
| 254 | Литвинов, Василий Куприянович       | 10.09.1929 — 07.03.1981  | Старший осмотрщик вагонов в вагонном депо станции Павлодар | 1974            |
| 255 | Литвинов, Фёдор Нефёдович           | 07.07.1907 — 29.11.1995  | Дорожный мастер Тамерланской дистанции пути Южно-Уральской железной дороги, Челябинская область                                                                                       | 1959            |
| 256 | Лихитченко, Виктор Фёдорович        | 31.01.1914 — 19.03.1992  | Машинист локомотивного депо Чита-1 Забайкальской железной дороги, Читинская область                                                                                                   | 1959            |
| 257 | Логунцов, Степан Ильич              | 1915 — ????              | Механик путевых машин Тайгинской дистанции пути Западно-Сибирской железной дороги, Кемеровская область                                                                                | 1966            |
| 258 | Лунин, Николай Александрович        | 22.05.1915 — 03.10.1968  | Паровозный машинист депо Новосибирск Томской железной дороги | 1943            |
| 259 | Львов, Феодосий Иванович            | ??.??.1900 — 05.02.1951  | Начальник спеццеха Барнаульского вагоноремонтного завода | 1943            |
| 260 | Лысенко, Александр Карпович         | 10.12.1910 — 23.01.1976  | Начальник паровозного отделения Лиски Юго-Восточной железной дороги | 1943            |
| 261 | Мазуров, Константин Герасимович     | 21.12.1908 — 16.08.1978  | Начальник станции Батайск Северо-Кавказской железной дороги | 1943            |
| 262 | Макаров, Владимир Сергеевич         | род. 1922                | Машинист локомотивного депо Кандалакша Кировской железной дороги, Мурманская область                                                                                                  | 1959            |
| 263 | Макаров, Иван Георгиевич            | 06.01.1894 — 06.05.1957  | Начальник станции Горький-Товарная Горьковской железной дороги | 1943            |
| 264 | Макаров, Николай Акимович           | 01.12.1905 — 26.06.1975  | Начальник паровозной колонны особого резерва № 3 | 1943            |
| 265 | Макарцев, Михаил Константинович     | род. 04.02.1927          | Начальник железнодорожных войск СССР | 1984            |
| 266 | Макрушин, Пётр Филиппович           | род. 16.06.1936          | Дежурный по горке станции Магнитогорск | 1984            |
| 267 | Максвитис, Франц Иосифович          | 13.03.1908 — 28.06.1949  | Командир восстановительного железнодорожного батальона, подполковник | 1943            |
| 268 | Максимов, Иосиф Карпович            | 1912—1985                | Составитель поездов станции Орск Оренбургской железной дороги, Оренбургская область                                                                                                   | 1959            |
| 269 | Мамедов, Гусейн Таги оглы           |                          | Дорожный мастер Кировабадской дистанции пути Азербайджанской железной дороги, Азербайджанская ССР                                                                                     | 1959            |
| 270 | Манжура, Евгений Михайлович         | 04.03.1926 — 14.02.1968  | Мастер вагонного депо Краснодар Северо-Кавказской железной дороги, Краснодарский край                                                                                                 | 1966            |
| 271 | Мануров, Рашид Нигматуллович        | 18.07.1926 — 21.07.1993  | Машинист электровоза эксплуатационного локомотивного депо Уфа Куйбышевской железной дороги                                                                                            | 1966            |
| 272 | Маньковский, Иван Васильевич        | 04.10.1895 — 15.03.1943  | Начальник службы сигнализации и связи Калининской железной дороги | 1943            |
| 273 | Маряшин, Александр Васильевич       | 25.08.1915 — 26.02.1991  | Машинист паровозного депо Горький-Сортировочный Горьковской железной дороги, Горьковская область                                                                                      | 1959            |
| 274 | Маслюк, Игнатий Михайлович          |                          | Начальник Северной железной дороги, Ярославская область | 1971            |
| 275 | Матвеенко, Дмитрий Дмитриевич       | 21.09.1920 — 08.07.2011  | Слесарь Бендерской дистанции пути Молдавской железной дороги, Молдавская ССР | 1959            |
| 276 | Махметов, Майрам                    | 1910—2002                | Начальник пункта технического осмотра вагонов станции Караганда-Сортировочная Казахской железной дороги, Казахская ССР                                                                | 1959            |
| 277 | Медведев, Виктор Михайлович         | 01.04.1913 — 25.05.1943  | Начальник депо Елец Московско-Донбасской железной дороги | 1943            |
| 278 | Медведев, Виктор Михайлович         | 04.04.1917 — 08.06.1992  | Рабочий-сталеплавильщик Новосибирского стрелочного завода, Новосибирская область | 1959            |
| 279 | Меккелев, Евгений Ильич             | 26.12.1916 — 17.08.1977  | Старший диспетчер военно-эксплуатационного отделения № 2 Карельского Фронта | 1943            |
| 280 | Мелехин, Виктор Михайлович          | род. 1928                | Электромонтёр контактной сети Куйбышевского участка энергоснабжения Куйбышевской железной дороги, Куйбышевская область                                                                | 1966            |
| 281 | Мерлис, Пётр Миронович              | 05.07.1908 — 07.03.1994  | Заместитель главного конструктора Коломенского тепловозостроительного завода | 1984            |
| 282 | Месечко, Степан Савельевич          | 1909 — ????              | Дорожный мастер Попаснянской дистанции пути Донецкой железной дороги, Луганская область                                                                                               | 1959            |
| 283 | Мещеряков, Александр Николаевич     | 14.05.1914 — 12.07.2005  | Машинист локомотивного депо Ртищево-2 Приволжской железной дороги, Саратовская область                                                                                                | 1959            |
| 284 | Микаелян Серёжа Абгарович           | 08.05.1925 — 25.11.1980  | Машинист-инструктор электровозного депо Ленинакан Закавказской железной дороги, Армянская ССР                                                                                         | 1959            |
| 285 | Микрюков, Евгений Афанасьевич       | 22.02.1911 — 2003        | Машинист паровозного депо Белогорск Амурской железной дороги, Амурская область | 1959            |
| 286 | Милин, Пётр Петрович                | 1907 — ????              | Слесарь Улан-Удэнского ордена Ленина паровозо-вагонного завода, Бурятская АССР | 1959            |
| 287 | Мищихин, Дмитрий Алексеевич         | 20.10.1919 — 13.11.2001  | Машинист паровозного депо Уссурийск Дальневосточной железной дороги, Приморский край                                                                                                  | 1959            |
| 288 | Моисеев, Виктор Михайлович          | 07.03.1916 — ??.??.1979  | Старший машинист локомотивного депо Ожерелье Московско-Курско-Донбасской железной дороги, Московская область                                                                          | 1959            |
| 289 | Моисеенко, Григорий Петрович        | 22.04.1912 — 19.03.1986  | Командир мостовой роты восстановительного железнодорожного батальона, капитан | 1943            |
| 290 | Мокин, Пётр Степанович              | 06.03.1911 — ????        | Старший машинист паровозного депо Волховстрой Кировской железной дороги, Ленинградская область                                                                                        | 1959            |
| 291 | Морозов, Александр Константинович   | 25.05.1920 — 26.07.1997  | Слесарь Смоленского строительного управления № 5 Московской железной дороги, Смоленская область                                                                                       | 1971            |
| 292 | Мосолов, Михаил Герасимович         | 16.11.1918 — 06.11.2010  | Машинист-инструктор участка локомотивного хозяйства Московско-Окружной железной дороги, г. Москва                                                                                     | 1959            |
| 293 | Мохнач, Александр Михайлович        | род. 21.09.1931          | Токарь-расточник Новосибирского электровозоремонтного завода | 1981            |
| 294 | Мурзахметов, Балгабай               | род. 1926                | Бригадир Тобольской дистанции пути Целинной железной дороги | 1981            |
|     | Мурзич, Василий Иванович            | ??.??.1909 — 12.08.1979  | Паровозный машинист депо Витебск Западной железной дороги | 1943            |
| 295 | Мухамеджанов, Кабжан Мухамеджанович | 15.10.1913—??.??.1984    | Начальник Чимкентского отделения Казахской железной дороги, Чимкентская область | 1971            |
| 296 | Мухортов, Иван Степанович           | 1915 — ????              | Машинист тепловоза локомотивного депо Мары Среднеазиатской железной дороги, Туркменская ССР                                                                                           | 1966            |
| 297 | Мышастый, Константин Никифорович    | ??.??.1910 — 20.04.1955  | Паровозный машинист депо Малоярославец Московско-Киевской железной дороги | 1943            |
| 298 | Наволокин, Иван Иванович            | 1892 — 1960              | Бригадир Астраханской дистанции пути Рязано-Уральской железной дороги | 1943            |
| 299 | Наливайко, Леонид Яковлевич         | 01.07.1927 — 19.11.2006  | Старший механик путеукладчика путевой машинной станции № 22 треста «Рекпуть» Главного управления пути и сооружений, Омская область                                                    | 1959            |
| 300 | Наринян, Николай Артемьевич         | 23.10.1905 — 16.05.1971  | Начальник головного ремонтного восстановительного поезда № 3, Ленинградская область                                                                                                   | 1943            |
| 301 | Нартенко, Нил Леонтьевич            | 1905 — ????              | Слесарь Киевского электротехнического завода «Транссигнал» Министерства путей сообщения СССР, Украинская ССР                                                                          | 1959            |
| 302 | Небесный, Гавриил Петрович          | род. 1926                | Машинист локомотивного депо Акмолинск Казахской железной дороги, Казахская ССР | 1959            |
| 303 | Немудров, Василий Николаевич        | 1906 — ????              | Машинист тепловозного депо Ташкент Ташкентской железной дороги, Узбекская ССР | 1959            |
| 304 | Никитин, Леонид Николаевич          | 1920—2004                | Старший машинист паровозного депо Лянгасово Горьковской железной дороги, Кировская область                                                                                            | 1959            |
| 305 | Никитин, Семён Павлович             | 15.02.1921 — 02.07.1968  | Токарь Канашского вагоноремонтного завода, Чувашская АССР | 1959            |
| 306 | Никольский, Николай Порфирьевич     | 13.12.1911 — 01.07.1973  | Начальник Томской железной дороги, Новосибирская область | 1959            |
| 307 | Новиков, Афанасий Игнатьевич        | 1899 — ????              | Дорожный мастер Сухинической дистанции пути Московско-Киевской железной дороги | 1943            |
| 308 | Новиков, Николай Николаевич         | 09.05.1908 — 03.08.1944  | Начальник головного ремонтного восстановительного поезда | 1943            |
| 309 | Новоселов, Иван Иосифович           | 1910 — ????              | Мастер Барнаульского вагоноремонтного завода, Алтайский край | 1959            |
| 310 | Новосилецкий, Алексей Дмитриевич    | род. 10.04.1925          | Машинист электровоза локомотивного депо Хабаровск-2 | 1966            |
| 311 | Носов, Иван Елизарович              | ??.??.1915 — ??.02.2002  | Машинист-инструктор паровозного депо Каменоломни Северо-Кавказской железной дороги, Ростовская область                                                                                | 1959            |
| 312 | Нурматов, Абид                      | 1918 — ????              | Машинист-инструктор паровозного депо Коканд Среднеазиатской железной дороги, Ферганская область                                                                                       | 1959            |
| 313 | Одыниця, Иван Петрович              | род. 1930                | Станционный диспетчер станции Ясиноватая Донецкой железной дороги | 1981            |
| 314 | Окорков, Владимир Андреевич         | 17.11.1915 — 04.08.1981  | Главный инженер службы сигнализации и связи Белорусской железной дороги, Белорусская ССР                                                                                              | 1959            |
| 315 | Олейников, Никита Иванович          | 28.05.1904 — 01.02.1976  | Дежурный по станции Липки Сталинградской железной дороги | 1943            |
| 316 | Орехов, Валентин Егорович           | род. 1927 или 1922 году  | Машинист локомотивного депо Чусовская Свердловской железной дороги, Пермская область                                                                                                  | 1959            |
| 317 | Орлов, Константин Степанович        | 08.09.1912 — 17.12.2002  | Машинист паровозного депо Сковородино Амурской железной дороги, Амурская область | 1959            |
| 318 | Осинцев, Михаил Александрович       | 22.10.1907 — 03.06.1968  | Начальник Октябрьской железной дороги, г. Ленинград | 1959            |
| 319 | Осипов, Василий Тимофеевич          | 10.01.1906 — 19.06.1984  | Начальник военного отдела службы движения Куйбышевской железной дороги | 1943            |
| 320 | Охремчик, Аркадий Васильевич        | 03.03.1907 — 30.08.1981  | Начальник Куйбышевской железной дороги, Куйбышевская область | 1959            |
| 321 | Ошац, Николай Александрович         | 1901 — ????              | Старший машинист локомотивного депо Москва Октябрьской железной дороги, г. Москва | 1959            |
| 322 | Оширов, Анисим Николаевич           | род. 1926                | Электрослесарь Улан-Удэнского паровозо-вагонного завода, Бурятская АССР | 1959            |
| 323 | Павленко, Дмитрий Поликарпович      | 16.10.1917 — 19.03.1986  | Старший машинист паровозного депо Казатин-1 Юго-Западной железной дороги, Винницкая область                                                                                           | 1959            |
| 324 | Павлов, Александр Алексеевич        | 15.01.1925—13.08.2001    | Слесарь локомотивного депо Юдино Казанского отделения Горьковской железной дороги | 1976            |
| 325 | Павлов, Александр Спиридонович      | 1915 — ????              | Машинист паровозного депо Барнаул Томской железной дороги, Алтайский край | 1959            |
| 326 | Павлов, Виталий Алексеевич          | род. 10.09.1927          | Составитель поездов станции Пермь-2 Свердловской железной дороги | 1971            |
| 327 | Павлович, Иван Иванович             | 24.07.1930 — 04.06.2001  | Бригадир Минской дистанции пути Белорусской железной дороги, Минская область | 1974            |
| 328 | Павловский, Иван Григорьевич        | 05.07.1922 — 22.07.2007  | Начальник Приволжской железной дороги | 1971            |
| 329 | Панарин, Пётр Матвеевич             | 1919 — ????              | Машинист-инструктор локомотивного депо Москва-3 Северной железной дороги, г. Москва                                                                                                   | 1959            |
| 330 | Панин, Иван Фёдорович               | 30.11.1912 — 1974        | Паровозный машинист депо Москва-Сортировочная Московско-Рязанской железной дороги | 1943            |
| 331 | Панькова, Елена Даниловна           | 14.05.1914 — 09.11.1964  | Электросварщик Гомельского вагонного депо | 1958            |
| 332 | Папавин, Александр Петрович         | ??.??.1893 — 22.09.1973  | Паровозный машинист депо Ярославль Ярославской железной дороги | 1943            |
| 333 | Папура, Андрей Фёдорович            | 12.12.1907 — 12.11.1977  | Электромеханик Котляревской дистанции сигнализации и связи Орджоникидзевской железной дороги                                                                                          | 1943            |
| 334 | Парик, Александр Юханович           | 1918 — ????              | Старший машинист паровозного депо Таллин Эстонской железной дороги, Эстонская ССР | 1959            |
| 335 | Парфёнов, Александр Дорофеевич      | 08.05.1911 — 13.07.1982  | Машинист паровозного депо Купино Омской железной дороги, Новосибирская область | 1959            |
| 336 | Паршин, Павел Фёдорович             | 1915 — ????              | Старший машинист паровозного депо Калининград Литовской железной дороги, Калининградская область                                                                                      | 1959            |
| 337 | Паршуков, Павел Дмитриевич          | 17.04.1928 — 09.11.1995  | Старший машинист паровозного депо Фаянсовая Московско-Киевской железной дороги, Калужская область                                                                                     | 1959            |
| 338 | Певцов, Николай Николаевич          | 18.12.1909 — 02.02.1972  | Помощник участкового ревизора по безопасности движения поездов Московско-Донбасской железной дороги                                                                                   | 1943            |
| 339 | Першукевич, Иван Петрович           | 12.02.1912 — 12.12.1980  | Паровозный машинист депо Кемь Кировской железной дороги | 1943            |
| 340 | Петров, Александр Петрович          | 01.09.1910—26.07.1982    | Начальник отделения вычислительной техники Всесоюзного научно-исследовательского института железнодорожного транспорта, член-корреспондент Академии наук СССР                         | 1966            |
| 341 | Петров, Владимир Сергеевич          | 19.07.1892 — 02.10.1943  | Командир железнодорожной бригады, полковник | 1943            |
| 342 | Петухов, Виктор Алексеевич          | род. 1925                | Мастер локомотивного депо Ишим Омской железной дороги, Тюменская область | 1959            |
| 343 | Пивоваров, Евгений Николаевич       | 27.10.1927 — 17.09.1981  | Старший дорожный мастер Сарапульской дистанции пути Казанской железной дороги, Удмуртская АССР                                                                                        | 1959            |
| 344 | Пирматов Баймирза                   | 1920 — ????              | Дорожный мастер Джизакской дистанции пути Среднеазиатской железной дороги, Сырдарьинская область                                                                                      | 1966            |
| 345 | Платов, Владимир Никанорович        | род. 1926                | Составитель поездов станции Владимир Горьковской железной дороги, Владимирская область                                                                                                | 1959            |
| 346 | Погодин, Михаил Андреевич           | 1916 — ????              | Старший машинист локомотивного депо Куйбышев Куйбышевской железной дороги, Куйбышевская область                                                                                       | 1959            |
| 347 | Подвойский, Борис Устинович         | род. 02.05.1926          | Мастер локомотивного депо Ленинград-пассажирский-Московский Октябрьской железной дороги, гор. Ленинград                                                                               | 1966            |
| 348 | Подмятников, Анатолий Александрович | 24.11.1926 — 01.08.2006  | Машинист локомотивного депо Няндома Северной железной дороги, Архангельская область                                                                                                   | 1959            |
| 349 | Поздеев, Борис Захарович            | 1917—2002                | Токарь Улан-Удэнского локомотивовагоноремонтного завода, Бурятская АССР | 1971            |
| 350 | Покровский, Иван Васильевич         | 14.01.1912 — 22.09.1984  | Старший машинист паровозного депо Псков Октябрьской железной дороги, Псковская область                                                                                                | 1959            |
| 351 | Покусай, Александр Иванович         | 1902—1960                | Паровозный машинист депо Харьков-Сортировочная Южной железной дороги | 1943            |
| 352 | Поляков, Николай Фёдорович          | 22.01.1914 — 12.02.1986  | Паровозный машинист депо Омск Омской железной дороги | 1943            |
| 353 | Понарин, Пётр Иванович              | 1918 — ????              | Старший дорожный мастер Иркутск-Сортировочной дистанции пути Восточно-Сибирской железной дороги, Иркутская область                                                                    | 1966            |
| 354 | Пономаренко, Николай Петрович       | 24.09.1925 — 19.08.2008  | Слесарь по ремонту тепловозов локомотивного депо станции Хабаровск-2 Дальневосточной железной дороги                                                                                  | 1971            |
| 355 | Попков, Лаврентий Давидович         | 18.08.1912 — 1992        | Дорожный мастер Сольвычегодской дистанции пути Северной железной дороги, Архангельская область                                                                                        | 1966            |
| 356 | Порошин, Александр Петрович         | 09.11.1915 — 05.06.1987  | Машинист локомотивного депо Тайга Томской железной дороги, Кемеровская область | 1959            |
| 357 | Порхун, Николай Иванович            | 07.02.1928 — 01.04.1991  | Машинист электровоза депо Казатин Юго-Западной железной дороги | 1981            |
| 358 | Поцхверашвили И. Т.                 |                          | |                 |
| 359 | Пранович, Александр Андреевич       | 03.03.1926 — 1998        | Дорожный мастер Осиповичской дистанции пути Белорусской железной дороги | 1981            |
| 360 | Пресняков, Иван Романович           | 07.01.1911 — 19.02.1983  | Мастер локомотивного депо Лиски Юго-Восточной железной дороги, Воронежская область | 1959            |
| 361 | Примак, Степан Максимович           | 26.05.1927 — 2002        | Слесарь локомотивного депо Гребёнка Южной железной дороги, Полтавская область | 1971            |
| 362 | Прудников, Владимир Николаевич      | 27.05.1911 — 17.07.1982  | Машинист паровозного депо Вязьма Калининской железной дороги, Смоленская область | 1959            |
| 363 | Пужайтис, Вацловас Юлиёнович        | род. 1925                | Составитель поездов станции Радвилишкис Прибалтийской железной дороги, Литовская ССР                                                                                                  | 1966            |
| 364 | Пухов, Владимир Дмитриевич          | род. 1928                | Старший электромеханик Целиноградской дистанции сигнализации и связи Казахской железной дороги                                                                                        | 1966            |
| 365 | Радченко, Михаил Иванович           | 14.12.1908 — 20.03.1975  | Паровозный машинист депо Гудермес Орджоникидзевской железной дороги | 1943            |
| 366 | Разорёнов, Сергей Васильевич        | 18.10.1923 — 25.06.2009  | Электрослесарь Даугавпилсского локомотиворемонтного завода Министерства путей сообщения СССР, Латвийская ССР                                                                          | 1971            |
| 367 | Резников, Владимир Васильевич       |                          | Машинист электровоза локомотивного депо Москва III | 1971            |
| 368 | Рогожин, Иван Михайлович            | 1904 — 1974              | Путевой обходчик Муромской дистанции пути Казанской железной дороги, Горьковская область                                                                                              | 1959            |
| 369 | Родионов, Иван Александрович        | 15.07.1907 — ??.10.1985  | Начальник Тульского отделения Московско-Курско-Донбасской железной дороги, Тульская область                                                                                           | 1959            |
| 370 | Родюкова, Валентина Трофимовна      | род. 1926                | Начальник станции Балашов-I Приволжской железной дороги, Саратовская область | 1981            |
| 371 | Руденко, Пётр Алексеевич            | род. 18.02.1928          | Машинист локомотивного депо Батайск Северо-Кавказской железной дороги, Ростовская область                                                                                             | 1982            |
| 372 | Рудиковский, Виктор Константинович  | 1909 — 2001              | Машинист паровозного депо Нижнеудинск Восточно-Сибирской железной дороги, Иркутская область                                                                                           | 1959            |
| 373 | Ручкин, Василий Фёдорович           | род. 1929                | Составитель поездов станции Свердловск-сортировочный Свердловской железной дороги, Свердловская область                                                                               | 1959            |
| 374 | Рыбка А. Г.                         |                          | |                 |
| 375 | Рыков, Александр Ильич              | 28.10.1900 — ??.??.1994  | Начальник Волховстроевской дистанции пути Северной железной дороги | 1943            |
| 376 | Рыкунов, Георгий Сергеевич          | 1913 — ????              | Машинист паровозного депо Знаменка Одесской железной дороги, Кировоградская область                                                                                                   | 1959            |
| 377 | Рязанцев, Пётр Яковлевич            | 1909 — ????              | Машинист паровозного депо Иланская Красноярской железной дороги, Красноярский край | 1959            |
| 378 | Ряшина, Соломея Демидовна           | 1924—2003                | Электросварщик Красноярского паровозо-вагоноремонтного завода | 1971            |
| 379 | Саидов, Мурат                       |                          | Машинист тепловоза локомотивного депо Самарканд Среднеазиатской железной дороги | 1981            |
| 380 | Саламбеков, Борис Константинович    | 12.12.1907 — 01.07.1978  | Начальник Октябрьской железной дороги | 1943            |
| 381 | Салыкбаев, Ауесхан                  | 20.03.1929 — 21.02.2020  | Дежурный по горке станции Арысь-1 | 1966            |
| 382 | Сапрыкин, Александр Николаевич      | 1929—1998                | Машинист тепловоза локомотивного депо Ртищево Приволжской железной дороги, Саратовская область                                                                                        | 1977            |
| 383 | Сапрыкин, Евгений Герасимович       | 1911 — ????              | Старший машинист паровозного депо Литовко Дальневосточной железной дороги, Хабаровский край                                                                                           | 1959            |
| 384 | Сармашаев, Айдар                    |                          | Монтёр Токмакской дистанции пути, Киргизская ССР | 1971            |
| 385 | Сарнов, Борис Яковлевич             | 24.08.1910 — 11.11.1981  | Директор Новосибирского электровозоремонтного завода | 1966            |
| 386 | Сафронов, Иван Герасимович          | 24.01.1898 — 15.10.1964  | Паровозный мастер депо Тайга Томской железной дороги | 1943            |
| 387 | Сахаров Алексей Николаевич          | 1914 — ????              | Начальник вагонного депо Люблино Московско-Курско-Донбасской железной дороги, Московская область                                                                                      | 1959            |
| 388 | Семёнов, Иван Семёнович             | 08.03.1927 — 12.12.2004  | Старший машинист паровозного депо Воркута Печорской железной дороги, Коми АССР | 1959            |
| 389 | Семенченко, Фёдор Яковлевич         | 1903 — ????              | Старший дорожный мастер дистанции пути Нижнеднепровск-Узел Сталинской железной дороги, Днепропетровская область                                                                       | 1959            |
| 390 | Семкин, Иван Петрович               | 1911 — ????              | Старший машинист паровоза Взморьевского участка тяги и подвижного состава Южно-Сахалинской железной дороги, Сахалинская область                                                       | 1959            |
| 391 | Сергеев В. Н.                       |                          | |                 |
| 392 | Сергиенко, Василий Сергеевич        |                          | Старший осмотрщик вагонного депо Ворошиловград | 1971            |
| 393 | Симоненко, Николай Афанасьевич      | 02.05.1906 — 03.09.1986  | Начальник вагонного депо Симферополь Сталинской железной дороги, Крымская область | 1959            |
| 394 | Синкевичюс А.-П. С.                 |                          | |                 |
|     | Синегубов, Николай Иванович         | 30.12.1895 — 12.12.1971  | Заместитель Народного комиссара путей сообщения | 1943            |
| 395 | Ситников, Иван Иванович             | 25.02.1895 — 27.03.1974  | Бригадир путевой колонны головного ремонтного поезда | 1943            |
| 396 | Ситников, Илларион Прокофьевич      |                          | Машинист электровоза локомотивного депо Киев-Пассажирский | 1971            |
| 397 | Слепокуров, Александр Дмитриевич    | 18.07.1915 — 26.02.1981  | Формовщик Воронежского паровозоремонтного завода, Воронежская область | 1959            |
| 398 | Смирнов, Алексей Григорьевич        | 18.10.1916 — ??.??.1997  | Помощник паровозного машиниста депо Валуйки Московско-Донбасской железной дороги | 1943            |
| 399 | Смирнов, Павел Евдокимович          | 29.04.1909 — ????        | Машинист паровозного депо станции Ленинград-сортировочная Октябрьской железной дороги                                                                                                 | 1957            |
| 400 | Соболев, Пётр Федотович             |                          | Дорожный мастер Сковородинской дистанции пути Забайкальской железной дороги, Амурская область                                                                                         | 1966            |
| 401 | Соколов, Александр Васильевич       | 24.09.1906 — 1976        | Старший машинист паровозного депо Ленинград-Финляндский Октябрьской железной дороги, г. Ленинград                                                                                     | 1959            |
| 402 | Соловьёв, Иван Трофимович           | ??.??.1913 — 22.02.1993  | Старший машинист локомотивного депо Зилово Забайкальской железной дороги, Читинская область                                                                                           | 1959            |
| 403 | Соснин, Виталий Фёдорович           | 27.10.1923—24.01.2013    | Машинист локомотивного депо Тюмень Свердловской железной дороги, Тюменская область | 1959            |
| 404 | Степанов, Алексей Николаевич        | 23.06.1912 — 24.09.1989  | Машинист электродепо Панки Московско-Рязанской железной дороги. Московская область | 1959            |
| 405 | Столбецкий, Иосиф Степанович        | 1906 — ????              | Бригадир Дарницкого вагоноремонтного завода, Киевская область | 1959            |
| 406 | Стольников, Пётр Петрович           | 1908 — ????              | Старший производитель работ мостостроительного поезда № 36 треста «Мосторемтоннель» Главного управления пути и сооружений, Московская область                                         | 1959            |
| 407 | Стрельников, Владимир Трофимович    | 06.11.1926 — 03.2010     | Начальник локомотивного депо Рыбное Московской железной дороги | 1981            |
| 408 | Стрижов, Борис Васильевич           | 24.09.1918 — 29.01.1988  | Машинист электровоза локомотивного депо Горький-Сортировочный Горьковской железной дороги, Горьковская область                                                                        | 1966            |
| 409 | Сугатов, Фёдор Изотович             | 19.02.1910 — 09.07.2003  | Кузнец вагонного депо «Первая Речка» Дальневосточной железной дороги, Приморский край                                                                                                 | 1959            |
| 410 | Судников, Павел Дмитриевич          | 25.06.1913 — 11.02.1995  | Старший дежурный помощник начальника оперативно-распорядительного отдела службы движения Белорусской железной дороги, Минская область Белорусской ССР                                 | 1959            |
| 411 | Сук, Иван Яковлевич                 | 08.02.1921 — 24.04.1978  | Красноармеец путевой роты восстановительного железнодорожного батальона | 1943            |
| 412 | Сурков, Александр Иванович          | 21.11.1902 — ??.??.1953  | Начальник станции Сарепта Сталинградской железной дороги | 1943            |
| 413 | Сухова, Анастасия Алексеевна        | 1916 — ????              | Бригадир Орловской дистанции пути Московско-Курско-Донбасской железной дороги, Орловская область                                                                                      | 1959            |
| 414 | Сыздыков, Джолчи                    | 1912 — ????              | Составитель поездов станции Джамбул Казахской железной дороги, Казахская ССР | 1959            |
| 415 | Сынгаевский В. В.                   |                          | |                 |
| 416 | Талабадзе, Нодари Ерастович         |                          | Машинист электровоза локомотивного депо Самтредиа Закавказской железной дороги | 1981            |
| 417 | Талов, Дмитрий Васильевич           | 24.09.1921 — ????        | Слесарь локомотивного депо Волховстрой Октябрьской железной дороги, Ленинградская область                                                                                             | 1971            |
| 418 | Тарасов, Александр Петрович         | 28.01.1924 — 24.05.1984  | Машинист локомотивного депо Пенза III им. Ф. Э. Дзержинского Куйбышевской железной дороги, Пензенская область                                                                         | 1971            |
| 419 | Тарасов, Виталий Петрович           | 1929—2000                | Слесарь цеха электроаппаратуры локомотивного депо Тюмень | 1981            |
| 420 | Тефтелев, Александр Александрович   | род. 16.06.1912          | Старший машинист локомотивного депо Карталы Южно-Уральской железной дороги, Челябинская область                                                                                       | 1959            |
| 421 | Тимофеев, Владимир Петрович         | 29.05.1912 — ????        | Механик Прохладненской дистанции пути Северо-Кавказской железной дороги, Северо-Осетинская АССР                                                                                       | 1971            |
| 422 | Тимофеева, Галина Алексеевна        | 08.01.1937 — 12.05.2006  | Старший электромеханик Бологовской дистанции сигнализации и связи Октябрьской железной дороги, Калининская область                                                                    | 1976            |
| 423 | Тихонов, Алексей Петрович           | 25.02.1895 — 28.01.1978  | Начальник Бер-Чогурской дистанции пути Казахской железной дороги, Казахская ССР | 1959            |
| 424 | Тонкошнур, Михаил Фёдорович         | 1916 — ????              | Старший машинист паровозного депо Котовск Одесской железной дороги, Одесская область                                                                                                  | 1959            |
| 425 | Тоцкий, Пётр Корнеевич              | 1909 — ????              | Старший машинист паровозного депо Львов-Запад Львовской железной дороги, Львовская область                                                                                            | 1959            |
| 426 | Труфанов В. А.                      |                          | |                 |
| 427 | Тютюшкин, Семён Фокович             | 16.04.1901 — 25.11.1980  | Паровозный машинист депо Кировоград Одесской железной дороги | 1943            |
| 428 | Тяпкин, Фёдор Фёдорович             | 18.09.1915 — 01.02.1978  | Начальник группы инженеров команды технической разведки 115-го восстановительного железнодорожного батальона 47-й отдельной железнодорожной бригады, техник-лейтенант                 | 1943            |
| 429 | Ульянова, Идея Фоминична            | 04.06.1925—23.11.2019    | Поездной диспетчер Сковородинского отделения Забайкальской железной дороги | 1974            |
| 430 | Урбонавичус, Степас Мариюнович      |                          | Машинист дизельного поезда локомотивного депо Вильнюс | 1971            |
| 431 | Усманов, Мамед                      | 16.11.1922 — 16.09.2013  | Слесарь автоконтрольного пункта вагонного депо № 6 железнодорожной станции Самарканд Среднеазиатской железной дороги                                                                  | 1971            |
| 432 | Уханов, Алексей Александрович       | 1930 — 1988              | Машинист электровоза локомотивного депо Вологда Северной железной дороги | 1974            |
| 433 | Ушаков, Григорий Алексеевич         | 1910—1985                | Бригадир дистанции контактной сети Беловского участка энергоснабжения Томской железной дороги, Кемеровская область                                                                    | 1959            |
| 434 | Фадеев, Григорий Васильевич         | 18.03.1915 — ??.??.1968  | Машинист паровозного депо Кушмурун Казахской железной дороги, Казахская ССР | 1959            |
| 435 | Фадеев, Фёдор Григорьевич           | род. 26.06.1926          | Машинист паровозного депо Брест-Восточный Белорусской железной дороги, Брестская область                                                                                              | 1959            |
| 436 | Фатин Геннадий Фёдорович            | 27.01.1929 — 12.09.2003  | Слесарь дизельного цеха паровозного депо станции Ершов, Саратовская область | 1966            |
| 437 | Фёдоренко, Мария Дмитриевна         | 10.09.1918 — ????        | Дорожный мастер путевой машинной станции № 75 треста «Рекпуть» Главного управления пути и сооружений, Ленинградская область                                                           | 1959            |
| 438 | Фёдоров, Пётр Фёдорович             | 1923—1995                | Поездной диспетчер Рязанского отделения Московско-Рязанской железной дороги, Рязанская область                                                                                        | 1959            |
| 439 | Фёдоров, Юлий Александрович         | 1919 — ????              | Начальник локомотивного депо Кочетовка Московско-Рязанской железной дороги, Тамбовская область                                                                                        | 1959            |
| 440 | Федорович, Владимир Михайлович      | 1914 — ????              | Машинист паровозного депо Родаково Донецкой железной дороги, Луганская область | 1959            |
| 441 | Федорченко, Евдокия Нестеровна      | род. 1920                | Помощник машиниста паровоза локомотивного депо станции Тернополь Львовской железной дороги                                                                                            | 1960            |
| 442 | Федосов, Филипп Дмитриевич          | 23.11.1898 — 25.10.1963  | Начальник Лискинской дистанции пути Юго-Восточной железной дороги | 1943            |
| 443 | Федотов, Николай Парфёнович         | 14.12.1920 — 11.07.1986  | Поездной диспетчер Курганского отделения Южно-Уральской железной дороги | 1971            |
| 444 | Фетеско П. И.                       |                          | |                 |
| 445 | Фролов, Анатолий Иванович           | род. 18.10.1930          | Машинист электровоза локомотивного депо Москва III Московской железной дороги | 1981            |
| 446 | Хайленко, Пётр Константинович       | 11.08.1911 — ????        | Кузнец-рессорщик вагонного депо Барабинск Омской железной дороги, Новосибирская область                                                                                               | 1959            |
| 447 | Харитонов, Николай Николаевич       | род. 10.12.1930          | Составитель поездов станции «Москва-Сортировочная» Октябрьской железной дороги | 1974            |
| 448 | Харчевников, Семён Андреевич        | 17.04.1903 — 25.10.1975  | Паровозный машинист колонны паровозов особого резерва № 11 Народного комиссариата путей сообщения СССР, Сталинская область                                                            | 1943            |
| 449 | Хачатрян, Андраник Мисакович        | 23.11.1911 — ??.??.1959  | Паровозный машинист депо Ленинакан Закавказской железной дороги, Армянская ССР | 1943            |
| 450 | Ходаренко, Михаил Мефодьевич        | 03.02.1935 — 15.11.2010  | Дорожный мастер Новокузнецкой дистанции пути, Кемеровская область | 1985            |
| 451 | Хусаинов, Салим                     |                          | Машинист тепловоза локомотивного депо Душанбе | 1971            |
| 452 | Циклаури, Андрей Васильевич         | ??.??.1883 — 10.05.1958  | Паровозный машинист Тбилисского депо Закавказской железной дороги, Грузинская ССР | 1943            |
| 453 | Цикунов, Виктор Фёдорович           |                          | Машинист локомотивного депо Брянск-Льговский, Брянская область | 1971            |
| 454 | Цыганкова, Ольга Григорьевна        |                          | Дежурная по станции Одесса-Сортировочная | 1971            |
| 455 | Цюрупа, Иван Иосифович              | 29.08.1905 — 27.04.1972  | Начальник мостоотряда № 5 Народного комиссариата путей сообщения СССР | 1943            |
| 456 | Червяков, Евгений Трофимович        | 29.04.1925 — 30.05.2016  | Машинист тепловоза локомотивного депо Витебск Белорусской железной дороги | 1976            |
| 457 | Черепанов, Ананий Калистратович     | 1913—1996                | Машинист углеподъёмного крана депо Свердловск Свердловской железной дороги | 1943            |
| 458 | Черепанов, Михаил Ильич             | род. 1929                | Машинист локомотивного депо Свердловск-Сортировочный Свердловской железной дороги | 1981            |
| 459 | Черкесов, Андрей Михайлович         | 22.10.1905 — 09.03.1943  | Первый заместитель начальника отдела мостов и тоннелей Центрального управления пути Народного комиссариата путей сообщения СССР                                                       | 1943            |
| 460 | Черников, Сергей Игнатьевич         | 07.06.1925 — 23.05.1992  | Машинист локомотивного депо Канаш Казанской железной дороги, Чувашская АССР | 1959            |
| 461 | Чернов, Георгий Матвеевич           | 23.04.1907 — 21.09.1979  | Паровозный машинист депо Муром Казанской железной дороги | 1943            |
| 462 | Черноиванов, Михаил Арсентьевич     | 21.05.1910 — 24.06.1993  | Поездной диспетчер Лискинского отделения Юго-Восточной железной дороги, Воронежская область                                                                                           | 1959            |
| 463 | Чернышев, Степан Ильич              | 1926—2004                | Составитель поездов станции Лихая, Ростовская область | 1971            |
| 464 | Читадзе, Карло Спиридонович         |                          | Электромонтёр Хашурского участка энергоснабжения, Грузинская ССР | 1971            |
| 465 | Чубаров, Владимир Васильевич        | 19.07.1908—??.??.1989    | Начальник Октябрьской железной дороги, гор. Ленинград | 1974            |
| 466 | Чумаченко, Юрий Николаевич          | род. 25.07.1939          | Машинист локомотивного депо Москва-Сортировочная Московской железной дороги | 1982            |
| 467 | Чумбуридзе, Ираклий Теймуразович    |                          | Токарь тбилисского паровозовагоноремонтного завода |                 |
| 468 | Чусов, Николай Семёнович            | 29.07.1910 — 2005        | Старший осмотрщик вагонного депо Воронеж Юго-Восточной железной дороги | 1966            |
| 469 | Чухнюк, Елена Мироновна             | 12.03.1917 — 10.05.2014  | Паровозный машинист депо Белорусской железной дороги | 1943            |
| 470 | Шалин, Фёдор Иванович               | 26.08.1925 — 30.11.1982  | Осмотрщик вагонов станции Новосибирск-Главный Западно-Сибирской железной дороги | 1976            |
| 471 | Шаповалов, Иосиф Миронович          | 24.10.1904 — ??.??.1978  | Командир 4-го мостового железнодорожного полка Воронежского фронта, подполковник | 1943            |
| 472 | Шаталов, Александр Борисович        | 15.02.1890 — ??.06.1970  | Начальник восстановительного поезда сигнализации и связи «Связьрем-1» Управления военно-восстановительных работ № 6 железнодорожных войск 3-го Прибалтийского фронта                  | 1943            |
| 473 | Шахатов Л.                          |                          | |                 |
| 474 | Шебордаев, Виктор Семёнович         | 30.07.1930 — 14.08.1997  | Машинист тепловоза локомотивного депо Поворино Юго-Восточной железной дороги, Воронежская область                                                                                     | 1981            |
| 475 | Шебуняев Анатолий Петрович          | 08.01.1928 — 20.02.2008  | Машинист паровозного депо Жлобин Белорусской железной дороги, Гомельская область | 1959            |
| 476 | Шевелев, Иван Степанович            | 10.10.1914 — 13.09.1984  | Котельщик Запорожского паровозоремонтного завода, Запорожская область | 1959            |
| 477 | Шеин, Пётр Максимович               | 04.09.1901 — 11.11.1987  | Командир 84-го железнодорожного батальона, подполковник | 1943            |
| 478 | Шемахов, Василий Васильевич         | 1938 — 2017              | Машинист локомотивного депо Брянск-2 | 1985            |
| 479 | Шимукаускас, Ионас Антано           |                          | Машинист паровоза паровозного депо Вильнюс Прибалтийской железной дороги | 1965            |
| 480 | Шкуренко, Иван Трофимович           | 25.09.1928 — 05.06.1992  | Дежурный по механизированной горке станции Нижнеднепровск-Узел, Днепропетровская область                                                                                              | 1971            |
| 481 | Шолкин, Павел Дмитриевич            | 07.11.1910 — 08.11.1980  | Машинист-инструктор локомотивного депо Инская Томской железной дороги, Новосибирская область                                                                                          | 1959            |
| 482 | Шубин, Пётр Алексеевич              | 18.10.1902 — 10.04.1968  | Начальник станции Курск Московско-Курской железной дороги | 1943            |
| 483 | Шукюров, Али Абдулла оглы           | 1924 — 1982              | Машинист паровозного депо Баладжары Азербайджанской железной дороги, Азербайджанская ССР                                                                                              | 1959            |
| 484 | Шумилов, Георгий Сергеевич          | 28.02.1914 — 04.1991     | Старший машинист паровозного депо Красный Лиман Донецкой железной дороги, Сталинская область                                                                                          | 1959            |
| 485 | Шутов, Алексей Иосифович            | 1921 — 1994              | Начальник станции Основа Южной железной дороги, Харьковская область | 1959            |
| 486 | Эйбатов, Ага Рза Камилович          | 05.01.1918 — 07.06.1998  | Мастер промывочно-пропарочной смены станции Баладжары Азербайджанской железной дороги                                                                                                 | 1966            |
| 487 | Юдин, Яков Фёдорович                | 15.04.1915 — 08.01.1994  | Бригадир Слюдянской дистанции пути Восточно-Сибирской железной дороги, Иркутская область                                                                                              | 1959            |
| 488 | Юрин, Георгий Яковлевич             | 06.03.1906 — 19.03.2000  | Старший машинист паровозного депо Отрожка Юго-Восточной железной дороги, Воронежская область                                                                                          | 1959            |
| 489 | Юшкина Анна А.                      |                          | Инженер рефрижераторного депо Валга Прибалтийской железной дороги |                 |
| 490 | Якин, Виктор Васильевич             | 1928 — 2004              | Машинист локомотивного депо Попасная, Ворошиловградская область | 1971            |
| 491 | Яксен, Эдгар Альбертович            |                          | Дежурный станции Тапа Прибалтийской железной дороги, Эстонская ССР | 1971            |
| 492 | Янковский, Александр Алексеевич     | 27.05.1911 — 16.05.1999  | Старший паровозный машинист паровозной колонны № 3 особого резерва Народного комиссариата путей сообщения СССР (депо Орша Западной железной дороги)                                   | 1943            |
| 493 | Яцков, Иван Алексеевич              | 25.01.1915 — 12.01.1995  | Начальник участка восстановления тоннелей Управления военно-восстановительных работ № 12                                                                                              | 1943            |
| 494 | Яцков, Сергей Егорович              | 02.01.1927 — 18.06.2012  | Машинист локомотивного депо имени Ильича | 1977            |